# Piacenza Football Club 1964-1965
Questa voce raccoglie le informazioni riguardanti il Piacenza Football Club nelle competizioni ufficiali della stagione 1964-1965.

## Stagione
Nella stagione 1964-1965 il Piacenza disputa il girone A del campionato di Serie C, un torneo che prevede una promozione e due retrocessioni, con 36 punti si piazza in sesta posizione di classifica. Sale in Serie B il Novara con 47 punti, scendono in Serie D il Vittorio Veneto ed il Fanfulla di Lodi con 26 punti.
Il Piacenza affronta il nuovo campionato di Serie C nel corso di una crisi economica e societaria, che limita notevolmente la campagna acquisti e porta alle dimissioni il presidente Bertuzzi, sostituito solo a febbraio da Luigi Loschi. Il confermato allenatore Francesco Meregalli imposta la squadra secondo i dettami del catenaccio, portando la squadra al sesto posto finale grazie a un gran numero di pareggi (18) e ottenendo due vittorie nei derby del Po contro la Cremonese. Ciononostante, Francesco Meregalli viene licenziato appena prima del termine del campionato a causa di divergenze con il presidente Loschi. Con dieci reti nel carniere il miglior realizzatore biancorosso è stato Paolo Mentani.

## Organigramma societario
Area direttiva
- Presidente: Enzo Bertuzzi, dal 9 febbraio Luigi Loschi
- Vice-presidenti: Luigi Loschi e Bruno Scotti, dal 9 febbraio Roberto Baldini

Area tecnica
- Direttore sportivo: Luigi Loschi, dal 9 febbraio Edmondo Mazzocchi
- Allenatore: Francesco Meregalli
- Allenatore delle riserve e giovanili: Mario Bertuzzi

## Rosa[2]
| N. |                   | Ruolo | Calciatore         |
| -- | ----------------- | ----- | ------------------ |
|    | Italia (bandiera) | C     | Roberto Andreini   |
|    | Italia (bandiera) | D     | Renato Belloni     |
|    | Italia (bandiera) | A     | Vittorio Bissi     |
|    | Italia (bandiera) | A     | Pier Antonio Brasi |
|    | Italia (bandiera) | A     | Giovanni Callegari |
|    | Italia (bandiera) | C     | Fernando Calzolari |
|    | Italia (bandiera) | C     | Maurizio Cella     |
|    | Italia (bandiera) | D     | Ernesto Cesena     |
|    | Italia (bandiera) | C     | Francesco Duzioni  |
|    | Italia (bandiera) | D     | Ottavio Favari     |
|    | Italia (bandiera) | C     | Alberto Galandini  |
|    | Italia (bandiera) | D     | Federico Gasparini |

| N. |                   | Ruolo | Calciatore          |
| -- | ----------------- | ----- | ------------------- |
|    | Italia (bandiera) | C     | Sergio Gazzola      |
|    | Italia (bandiera) | A     | Ivo Malvestiti      |
|    | Italia (bandiera) | A     | Paolo Mentani       |
|    | Italia (bandiera) | D     | Sergio Montanari    |
|    | Italia (bandiera) | C     | Sergio Moroni       |
|    | Italia (bandiera) | A     | Armando Onesti      |
|    | Italia (bandiera) | P     | Gian Nicola Pinotti |
|    | Italia (bandiera) | D     | Italo Poletti       |
|    | Italia (bandiera) | C     | Mario Rossi         |
|    | Italia (bandiera) | C     | Riccardo Staffieri  |
|    | Italia (bandiera) | P     | Pietro Tappani      |

## Calciomercato[2]

### Sessione estiva
| Acquisti | Acquisti           | Acquisti    | Acquisti   |
| R.       | Nome               | da          | Modalità   |
| -------- | ------------------ | ----------- | ---------- |
| D        | Sergio Montanari   | Pontenurese |            |
| D        | Italo Poletti      | Borgomanero |            |
| C        | Mario Rossi        | Inter       | prestito   |
| A        | Giovanni Callegari | Inter       | riscatto   |
| A        | Ivo Malvestiti     |             | svincolato |
| A        | Paolo Mentani      | Novara      |            |

| Cessioni | Cessioni           | Cessioni | Cessioni               |
| R.       | Nome               | a        | Modalità               |
| -------- | ------------------ | -------- | ---------------------- |
| P        | Marcello Maiori    | Inter    | fine prestito          |
| C        | Carlo Biggi        | Brescia  |                        |
| C        | Fernando Calzolari | Reggiana | fine prestito          |
| C        | Carlo Nazzaro      | Codogno  |                        |
| C        | Pietro Rossi       |          | lista trasferimento    |
| A        | Luciano Mussolin   | Miranese | fine prestito militare |

### Sessione autunnale-invernale
| Acquisti | Acquisti           | Acquisti    | Acquisti               |
| R.       | Nome               | da          | Modalità               |
| -------- | ------------------ | ----------- | ---------------------- |
| C        | Fernando Calzolari | Reggiana    |                        |
| C        | Maurizio Cella     | Garibaldina |                        |
| C        | Francesco Duzioni  | Lecco       |                        |
| C        | Sergio Moroni      | Magnago     | fine prestito militare |

| Cessioni | Cessioni          | Cessioni     | Cessioni |
| R.       | Nome              | a            | Modalità |
| -------- | ----------------- | ------------ | -------- |
| D        | Giancarlo Civardi | Pro Piacenza |          |
| C        | Giuseppe Ruderi   | Gragnano     |          |

## Risultati

### Girone di andata
| Arbitro: | Dal Prato (Nogara) |

|  |           |                     |
|  | Marcatori | 41’ Gazza 67’ Brigo |

| Arbitro: | Lo Giudice (Torino) |

|  |           |             |
|  | Marcatori | 63’ Mentani |

| Arbitro: | Ghirardello (Merano) |

|           |           |  |
| Onesti 6’ | Marcatori |  |

| Monfalcone 11 ottobre 1964 4ª giornata | C.R.D.A. Monfalcone | 0 – 0 | Piacenza | Stadio Cantieri Riuniti dell'Adriatico\| Arbitro: \| Grava (Ivrea) \| |
| Arbitro:                               | Grava (Ivrea)       |       |          |                                                                       |

| Arbitro: | Castoldi (Genova) |

|  |           |             |
|  | Marcatori | 3’ De Cecco |

| Arbitro: | Caligaris (Alessandria) |

|              |           |               |
| D'Andrea 35’ | Marcatori | 47’ Callegari |

| Arbitro: | Picasso (Chiavari) |

|                              |           |             |
| Rossi 17’ Duzioni 73’ (rig.) | Marcatori | 90’ Varnier |

| Arbitro: | Sorrentino (Roma) |

|                       |           |  |
| Carli 56’ Zamboni 89’ | Marcatori |  |

| Arbitro: | Bova (Genova) |

|                                  |           |  |
| Onesti 10’ Rossi 69’ Mentani 85’ | Marcatori |  |

| Arbitro: | Sammicheli (Firenze) |

|                        |           |              |
| Bresolin 8’ Vicino 87’ | Marcatori | 18’ Andreini |

| Arbitro: | D'Auria (Salerno) |

|             |           |  |
| Mentani 43’ | Marcatori |  |

| Arbitro: | Cicconetti (Pordenone) |

|             |           |  |
| Poletto 76’ | Marcatori |  |

| Piacenza 13 dicembre 1964 13ª giornata | Piacenza            | 0 – 0 | Savona | Barriera Genova\| Arbitro: \| Marchetti (Vicenza) \| |
| Arbitro:                               | Marchetti (Vicenza) |       |        |                                                      |

| Arbitro: | Centore (Ancona) |

|             |           |             |
| Bettini 24’ | Marcatori | 53’ Mentani |

| Arbitro: | Aloisi (Giulianova) |

|               |           |              |
| Galandini 19’ | Marcatori | 73’ Milanesi |

| Arbitro: | Helzel (Pisa) |

|                           |           |             |
| Benfatto 73’ Mascetti 87’ | Marcatori | 35’ Mentani |

| Arbitro: | Capriccioli (Roma) |

|            |           |  |
| Mentani 8’ | Marcatori |  |

### Girone di ritorno
| Biella 24 gennaio 1965 18ª giornata | Biellese                    | 0 – 0 | Piacenza | Stadio Lamarmora\| Arbitro: \| Moretto (San Donà di Piave) \| |
| Arbitro:                            | Moretto (San Donà di Piave) |       |          |                                                               |

| Arbitro: | Rostagno (Torino) |

|                                            |           |             |
| Mentani 19’, 43’, 77’ (rig.) Galandini 71’ | Marcatori | 66’ Stucchi |

| Arbitro: | Canova (Bologna) |

|                          |           |                      |
| Brenna 38’ Morovelli 56’ | Marcatori | 60’ Favari 87’ Brasi |

| Arbitro: | Beccaria (Lecco) |

|             |           |  |
| Mentani 24’ | Marcatori |  |

| Udine 21 febbraio 1965 22ª giornata | Udinese            | 0 – 0 | Piacenza | Stadio Moretti\| Arbitro: \| Sgherri (Grosseto) \| |
| Arbitro:                            | Sgherri (Grosseto) |       |          |                                                    |

| Piacenza 28 febbraio 1965 23ª giornata | Piacenza          | 0 – 0 | Treviso | Barriera Genova\| Arbitro: \| Di Gioia (Torino) \| |
| Arbitro:                               | Di Gioia (Torino) |       |         |                                                    |

| Arbitro: | Bosso (Asti) |

|              |           |           |
| Marchiol 13’ | Marcatori | 26’ Rossi |

| Piacenza 14 marzo 1965 25ª giornata | Piacenza     | 0 – 0 | Marzotto Valdagno | Barriera Genova\| Arbitro: \| Vacca (Bari) \| |
| Arbitro:                            | Vacca (Bari) |       |                   |                                               |

| Ivrea 21 marzo 1965 26ª giornata | Ivrea            | 0 – 0 | Piacenza | Stadio Gino Pistoni\| Arbitro: \| Pilotto (Torino) \| |
| Arbitro:                         | Pilotto (Torino) |       |          |                                                       |

| Arbitro: | Valagussa (Lecco) |

|              |           |          |
| Callegari 3’ | Marcatori | 30’ Maso |

| Legnano 4 aprile 1965 28ª giornata | Legnano         | 0 – 0 | Piacenza | Stadio Comunale\| Arbitro: \| Giunti (Arezzo) \| |
| Arbitro:                           | Giunti (Arezzo) |       |          |                                                  |

| Arbitro: | Motta (Monza) |

|                          |           |                     |
| Galandini 19’ Onesti 21’ | Marcatori | 8’ Zani 17’ Poletto |

| Arbitro: | Lo Giudice (Torino) |

|           |           |             |
| Ratti 78’ | Marcatori | 89’ Poletti |

| Piacenza 25 aprile 1965 31ª giornata | Piacenza         | 0 – 0 | Entella | Barriera Genova\| Arbitro: \| D'Amico (Loreto) \| |
| Arbitro:                             | D'Amico (Loreto) |       |         |                                                   |

| Novara 2 maggio 1965 32ª giornata | Novara             | 0 – 0 | Piacenza | Stadio Comunale\| Arbitro: \| Cantelli (Firenze) \| |
| Arbitro:                          | Cantelli (Firenze) |       |          |                                                     |

| Arbitro: | Cardelli (Massa) |

|           |           |  |
| Cella 52’ | Marcatori |  |

| Arbitro: | Simoncini (La Spezia) |

|                              |           |            |
| Rigotto 48’, 87’ Incerti 72’ | Marcatori | 59’ Onesti |

## Statistiche

### Statistiche di squadra[5]
| Competizione | Punti | Totale | Totale | Totale | Totale | Totale | Totale | DR |
| Competizione | Punti | G      | V      | N      | P      | Gf     | Gs     | DR |
| ------------ | ----- | ------ | ------ | ------ | ------ | ------ | ------ | -- |
| Serie C      | 36    | 34     | 9      | 18     | 7      | 28     | 25     | +3 |

### Statistiche dei giocatori[2]
| Giocatore     | Serie C  | Serie C | Serie C     | Serie C    |
| Giocatore     | Presenze | Reti    | Ammonizioni | Espulsioni |
| ------------- | -------- | ------- | ----------- | ---------- |
| R. Andreini   | 17       | 1       | ?           | ?          |
| R. Belloni    | 14       | 0       | ?           | ?          |
| V. Bissi      | 3        | 0       | ?           | ?          |
| P. Brasi      | 34       | 1       | ?           | ?          |
| G. Callegari  | 9        | 2       | ?           | ?          |
| F. Calzolari  | 9        | 0       | ?           | ?          |
| M. Cella      | 4        | 1       | ?           | ?          |
| E. Cesena     | 1        | 0       | ?           | ?          |
| F. Duzioni    | 33       | 1       | ?           | ?          |
| O. Favari     | 33       | 1       | ?           | ?          |
| A. Galandini  | 27       | 3       | ?           | ?          |
| F. Gasparini  | 34       | 0       | ?           | ?          |
| S. Gazzola    | 2        | 0       | ?           | ?          |
| I. Malvestiti | 1        | 0       | ?           | ?          |
| P. Mentani    | 26       | 10      | ?           | ?          |
| S. Montanari  | 9        | 0       | ?           | ?          |
| S. Moroni     | 1        | 0       | ?           | ?          |
| A. Onesti     | 24       | 4       | ?           | ?          |
| G. Pinotti    | 3        | -3      | ?           | ?          |
| I. Poletti    | 27       | 1       | ?           | ?          |
| M. Rossi      | 15       | 3       | ?           | ?          |
| R. Staffieri  | 17       | 0       | ?           | ?          |
| P. Tappani    | 31       | -22     | ?           | ?          |